# Chotyn
Chotyn (in ucraino Хотин?) è un insediamento rurale ucraino (8 936abitanti) nel distretto del Dnestr, nell'oblast' di Černivci. Ospita l'amministrazione della comunità territoriale di Chotyn, una delle comunità territoriali dell'Ucraina.
Fino al 18 luglio 2020 Chotyn è stata il centro amministrativo del distretto di Chotyn, abolito come parte della riforma amministrativa dell'Ucraina, che ha ridotto a tre il numero dei distretti dell'oblast' di Černivci. L'area del distretto di Chotyn è stata fusa nel distretto del Dnestr.
Fino al 26 gennaio 2024 Chotyn era classificata come insediamento di tipo urbano. Da tale data è entrata in vigore una nuova legge che ha abolito questo status e Kel'menci è stata riclassificata come insediamento rurale..
Chotyn sorge sul fiume Dnestr, vicino al confine con la Romania e la Moldavia. È famosa per la sua possente fortezza medioevale.

## Storia
Chotynfece inizialmente parte del principato di Moldavia, sebbene la sua fortezza, nodo strategico fondamentale per il controllo della regione, fu aspramente contesa ed occupata dagli eserciti di diverse nazioni: Polacchi, Turchi, Austriaci.
Durante la Guerra polacco-ottomana (1633-1634), l Chotyn fu teatro di aspri combattimenti tra gli eserciti polacco-cosacchi e gli invasori ottomani.
Chotyn venne occupata dalle forze dell'Impero russo per un secolo (1812-1917), entrando a far parte del Governatorato della Bessarabia; passò poi per brevissimo tempo alla Repubblica Democratica Moldava (1917-1918), alla Romania (1918–1940, 1941–1944) e all'Unione Sovietica (1940–1941, 1944–1991).

## Monumenti e luoghi d'interesse
Le opere architettoniche più importanti di Chotyn sono la Fortezza di Chotyn, realizzata tra il XIII ed il XV secolo, e le due costruzioni commissionate da Ștefan III cel Mare, principe di Moldavia, il Palatul Domnesc ("palazzo del principe") e la Torre dell'Orologio.